# Zwi Milshtein
Zwi Milshtein (n. 25 iunie 1934, Chișinău, România – d. 4 februarie 2020, Montreuil, Franța) a fost un pictor și sculptor franco-israelian originar din România. La sfârșitul celui de-al Doilea Război Mondial, după anexarea Basarabiei de către URSS, familia sa se refugiază la București. Tatăl său a fost arestat de NKVD și trimis într-un lagăr GULAG. La București, tânărul Zwi Milshtein ia lecții de pictură de la George Ștefănescu. În 1948, după instaurarea regimului comunist, s-a stabilit cu familia în Israel. În anul 1954, în galeria Avni din Tel Aviv, își prezintă prima expoziție personală de pictură, iar în 1955 a obținut o bursă a Fundației Norman și a plecat la studii la Paris, apoi s-a stabilit în Franța.
Opera lui Zwi Milshtein se înscrie în curentul neoexpresionist. Multe din lucrările sale sunt inspirate din creația literară a lui Mihail Bulgakov.